# Tipula (Yamatotipula) catawbiana
Tipula (Yamatotipula) catawbiana is een tweevleugelige uit de familie langpootmuggen (Tipulidae). De soort komt voor in het Nearctisch gebied.